# Refleksologija
Refleksologija, ili terapija zona, postupak je masaže, stiskanja ili guranja dijelova stopala (a ponekad i šaka i ušiju), s ciljem postizanja blagotvornog djelovanja na ostale dijelove tijela, ili radi poboljšavanja cjelokupnog zdravlja pojedinca.
Ne postoji konsenzus o tome kako refleksologija djeluje ili može djelovati u praksi; jedinstvena tema jest ideja kako određeni dijelovi stopala odgovaraju određenim dijelovima tijela, te se manipuliranjem ovih područja može poboljšati pojedinčevo zdravlje kroz pojedinčev Qi.
Skeptici su izjavili svoju zabrinutost oko liječenja potencijalno ozbiljnih bolesti refleksologijom koja nema dokazanu djelotvornost, što bi moglo odgoditi i zadržavati potragu za odgovarajućim i dokazano djelotvornim konvencionalnim lijekom.

## Tvrđeni načini rada
Refleksolozi tvrde kako tijelo sadrži energetsko polje, nevidljivu životnu energiju, ili Qi, čija blokada može spriječiti zacijeljivanje i ozdravljenje.
Drugi refleksolozi tvrde kako je kroz manipulaciju stopala moguće olakšati, umanjiti ili ukloniti stres, napetost i bol u drugim dijelovima tijela.
Ostali refleksolozi predložili su djelovanje refloksologije na otpuštanje endorfina (prirodnih analgetika u tijelu), bolji limfni protok u tijelu i razgradnju kristala mokraćne kiseline.
Ove hipoteze odbačene su od strane cjelokupnog medicinskog društva navođenjem nedostatka znanstvenih dokaza i teorije o nastanku bolesti.

## Povijest
Refleksologija se javlja u drevnim kulturama poput Egipta i Kine, iako je preteča moderne refleksologije uvedena 1913. godine u Sjedinjenim Američkim Državama od strane otorinolaringologa Williama H. Fitzgeralda, i doktora Edwina Bowersa. Fizgerald je tvrdio kako je primjena pritiska imala anestetičko djelovanje na druge dijelove tijela.
Refleksologija je kasnije dodatno razvijena od strane Eunice D. Ingham, medicinske sestre i fizoterapeutkinje, i 1930ima i 1940ima. Ingham je tvrdila kako su stopala i šake posebno osjetljivi, i preslikala je čitavo tijelo u "reflekse" na stopalima. U ovom je vremenu "terapija zona" preimenovana u refleksologiju.
Današnji refleksolozi u Sjedinjenim Američkim Državama i Ujedinjenom Kraljevstvu često uče Inghamine metode, iako postoje neke nedavno razvijenije metode.

## Kritike
Česte kritike na temu refleksologije jesu nedostatak unutarnjih propisa, potvrda i odobrenja, nedostatak medicinske izobrazbe pružene budućim refleksolozima, i kratko trajanje obrazovnih programa. Diplome iz refleksologije mogu se dobiti u šest mjeseci kućnog obrazovanja, dok nedostatak propisa i odobrenja dopušta bilo kojoj osobi da postane refleksolog bez ikakvih kvalifikacija.
Pacijenti ponekad pogrešno pretpostave kako su refleksolozi kvalificirani medicinski djelatnici, što može dovesti do pacijentovog vođenja za ponekad nepodobnim savjetima pogrešno upućenog refleksologa, te izbjegavanja dokazane kovencionalne medicinske terapije.
Tvrdnje refleksologije o manipulaciji energijom (Qi) prozvane su pseudoznanošću, jer ne postoje znanstveni dokazi o postojanju životne energije, Qija, 'kristalnih struktura' ili 'mostova' u tijelu.

## Refleksološka mapa
Refleksološka mapa pokazuje "refleksne zone" na stopalima po kojoj refleksolozi rade. Slične refleksološke mape postoje i za šake i uške.
U ovoj ljestvici, boje predstavljaju određene organe ili dijelove tijela. 
|  |                       | Mozak |                      | Želudac |
|  | Sinusi                |       | Slezena              |         |
|  | Glas                  |       | Jetra                |         |
|  | Hipofiza              |       | Žučni mjehur         |         |
|  | Vrat i grlo           |       | Nadbubrežna žlijezda |         |
|  | Oči                   |       | Gušterača            |         |
|  | Uši                   |       | Bubreg               |         |
|  | Pazušna jama          |       | Mokraćovod           |         |
|  | Rame i ruka           |       | Mokraćni mjehur      |         |
|  | Pluća i dojke         |       | Debelo crijevo       |         |
|  | Srce                  |       | Tanko crijevo        |         |
|  | Štitnjača i bronhiole |       | Trtična kost         |         |
|  | Solarni pleksus       |       | Živac kuka           |         |
|  | Ošit                  |       | Peyerove ploče       |         |
|  | Crvuljak              |       |                      |         |